# Zapasy na Igrzyskach Azjatyckich 1954
Turniej zapasów na Igrzyskach Azjatyckich 1954 w stolicy Filipin, Manili odbył się od 1 do 3 maja.

## Klasyfikacja medalowa
Gospodarz zawodów został zaznaczony kolorem.
| Klasyfikacja medalowa | Klasyfikacja medalowa | Klasyfikacja medalowa | Klasyfikacja medalowa | Klasyfikacja medalowa | Klasyfikacja medalowa |
| Miejsce               | państwo               | Złoto                 | Srebro                | Brąz                  | Razem                 |
| --------------------- | --------------------- | --------------------- | --------------------- | --------------------- | --------------------- |
| 1                     | Japonia               | 6                     | 1                     | 0                     | 7                     |
| 2                     | Pakistan              | 1                     | 1                     | 2                     | 4                     |
| 3                     | Filipiny              | 0                     | 2                     | 1                     | 3                     |
| 4                     | Korea Południowa      | 0                     | 1                     | 2                     | 3                     |
| 5                     | Indie                 | 0                     | 1                     | 1                     | 2                     |
| 5                     | Afganistan            | 0                     | 1                     | 0                     | 1                     |
| Razem                 | Razem                 | 7                     | 7                     | 6                     | 20                    |

## Wyniki

### Styl wolny
| Konkurencja |                   |                  |                 |
| ----------- | ----------------- | ---------------- | --------------- |
| 52 kg       | Din Muhammad      | Yūshū Kitano     | Basilio Fabila  |
| 57 kg       | Minoru Iizuka     | Han Duk-hung     | Muhammad Amin   |
| 62 kg       | Shigeru Kasahara  | Mansueto Napilay | Kim Yung-jun    |
| 67 kg       | Takeo Shimotori   | B. G. Kashid     | Muhammad Ashraf |
| 73 kg       | Yutaka Kaneko     | Abdul Rashid     | Lim Bae-young   |
| 79 kg       | Kazuo Katsuramoto | Nicolas Arcales  | Sohan Singh     |
| 87 kg       | Kenzo Fukuda      | Baryalai Naseri  | ----            |